# Nikolai Gawrilowitsch Tschernyschewski

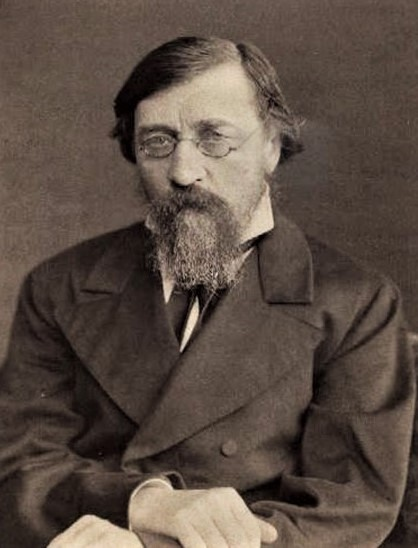
Nikolai Gawrilowitsch Tschernyschewski (Fotografie 1888)

Nikolai Gawrilowitsch Tschernyschewski (russisch Николай Гаврилович Чернышевский, wissenschaftliche Transliteration Nikolaj Gavrilovič Černyševskij; * 12. Julijul. / 24. Juli 1828greg. in Saratow, Russisches Kaiserreich; † 17. Oktoberjul. / 29. Oktober 1889greg. ebenda) war ein russischer Schriftsteller, Publizist, Literaturkritiker und Revolutionär.

## Leben
Geboren als Sohn eines Priesters, verbrachte Nikolai G. Tschernyschewski seine Schulzeit in Saratow. Dort besuchte er zunächst auch das Priesterseminar, das er jedoch verließ, nachdem sein Vater des Amtes enthoben worden war. Nach Abschluss eines Studiums an der historisch-philologischen Fakultät der Universität in Petersburg 1855 lehrte er Literatur am Gymnasium seiner Heimatstadt. Daneben befasste er sich mit mathematisch-naturwissenschaftlichen Spekulationen und der Konstruktion eines Perpetuum mobile.
1853 heiratete er die Arzttochter Olga Sokratowna Wassiljewna (1833–1918), mit der er drei Söhne hatte. Die Beziehung war schwierig. Seine Frau hatte u. a. ein Verhältnis mit seinem Freund Nikolai Alexandrowitsch Dobroljubow.
In der Zeit von 1853 bis 1862 lebte Tschernyschewski in Sankt Petersburg. Er war Mitarbeiter unabhängiger Zeitschriften  Chefredakteur des  «Sowremennik» und freier Autor. 1857 publizierte er seine Übersetzung der Principles of Political Economy des Vordenkers des radikalen Liberalismus John Stewart Mill. Er kritisierte die Unterdrückung der Menschen im zaristischen Russland des 19. Jahrhunderts ebenso wie die kleinbürgerliche Einstellung seiner Zeitgenossen.
1862 wurde Tschernyschewski aus politischen Gründen, jedoch aufgrund gefälschter Beweise, verhaftet. Im Gefängnis der Peter-und-Paul-Festung schrieb er 1863 den Roman Was tun?, in dem er der Frage nachgeht, wie idealistische Menschen die Welt im Kleinen verändern können. Die Zensur ließ das Buch durchgehen in der Hoffnung, dass der Autor angesichts der Resonanz seine wahren Absichten enthülle.
Eine Nebenfigur des Romans, der asketische Intellektuelle Rachmetow, wurde zum Leitbild unzähliger nihilistischer Revolutionäre des zaristischen Russland: Rachmetow  unterwirft sich der Fron niederster Arbeiten wie etwa der der Treidler, um sich die Achtung und Liebe des gemeinen Volkes zu erwerben. Er liquidiert sein Vermögen und behält nur einen geringen Teil davon für den Eigenbedarf, mit dem Rest unterstützt er Not leidende Studenten. Zugleich widmet er sein Leben dem Studium der Literatur und geheimnisvollen Aktivitäten im In- und Ausland. Dabei verzichtet er auf fast jeden Lebensgenuss und auf ein sich anbahnendes Liebesverhältnis, um sich ganz seiner nicht näher bezeichneten Berufung zu widmen. In der sowjetischen Ideologie war Rachmetow der Prototyp des perfekten sozialistischen Menschen; er war der Idealtypus des Berufsrevolutionärs. Dennoch wird er im Roman – zur Umgehung der Zensur – nicht ausdrücklich als Revolutionär bezeichnet.
1864 wurde Tschernyschewski zunächst zu der üblichen symbolischen Scheinhinrichtung und anschließend zur Verbannung nach Sibirien (ab 1872 in Wiljuisk) verurteilt, das er erst 1883 wieder verlassen durfte. 1865 erschien eine vollständige Ausgabe der Übersetzung von Mills Principles mit Kommentaren, jedoch ohne Namen des Übersetzers, weil er sich in der Verbannung befand. Verschiedene dilettantische Befreiungsversuche verbesserten seine Lage nicht, jedoch durfte er nach Astrachan übersiedeln. 1889 starb er in seiner Geburtsstadt Saratow. Sein Sohn Michail sammelte den Nachlass und edierte die erste vollständige Werkausgabe (10 Bände, 1905/06).
Tschernyschewski trat für die revolutionäre Beseitigung der zaristischen Alleinherrschaft ein und vertrat die Interessen der Arbeiterklasse. Jedoch war er vor allem überzeugt von der Idee, den Sozialismus auf der Grundlage der traditionellen Sozialstrukturen der Landbevölkerung Russlands erschaffen zu können. Auf diese Idee der bäuerlichen Umverteilungsgemeinde (Obschtschina) stützten sich auch die Narodniki.
Seine Auffassungen wurden hauptsächlich durch Alexander Herzen, Ludwig Feuerbach sowie Wissarion Belinski beeinflusst.

## Rezeption
Tschernyschewskis Roman Was tun? (Что делать?) hatte großen Einfluss auf die russische Intelligenzija, die ihn lebhaft und kontrovers diskutierte, und trug zur Entfaltung einer revolutionären Dynamik bei. Insbesondere viele Werke Dostojewskis zeigen deutliche Spuren der Auseinandersetzung mit dieser Arbeit.
Karl Marx war ein eifriger Leser Tschernyschewskis, bewunderte ihn und besaß sieben Bücher von ihm im Original. In philosophischer Hinsicht beeinflusste sein rationalistisches Werk Plechanow und Ayn Rand.
Der Buchtitel wurde zu Beginn des 20. Jahrhunderts von Lenin aus Bewunderung für Tschernyschewski in seiner programmatischen Schrift Was tun? übernommen.
In Vladimir Nabokovs Roman Die Gabe (ab 1937) schreibt der fiktive Held, ein junger Schriftsteller, eine kritische Biographie Tschernyschewskis, die die Begrenztheit seines materialistisch-rationalistischen Weltbildes und die ästhetischen Defizite hervorhebt, welche auf dem Primat des Inhalts vor der Form beruhen. Nabokov legte diese streckenweise satirisch-distanzierte bis boshafte Biographie von 140 Druckseiten als „Buch im Buch“ in den Roman ein, wo sie das 4. Kapitel bildet.

## Eponyme
1945 wurde die Stadt Tschernyschewskoje (das ehemalige Eydtkuhnen) sowie 1984 der Asteroid (2783) Chernyshevskij nach ihm benannt.

## Werke
- Чернышевский в Сибири / Tschernyschewski w Sibiri. Perepiska s drusjami. Statja E. A. Ljazkowo. Primetschanija M. N. Tschernyschewskowo. (Tschernyschewski in Sibirien. Briefwechsel mit seinen Verwandten). Ogni, St. Petersburg 1912
- Полное собрание сочинений. / Polnoje sobranije sotschineni. N. G. Tschernyschewski. Pod red. B. P. Kosmina (Gesammelte Werke). 15 Bde., Moskau 1939–1953
- Ausgewählte philosophische Schriften. Aus dem Russischen übersetzt von Alfred Kurella. Verlag für fremdsprachige Literatur, Moskau 1953
- Die ästhetischen Beziehungen der Kunst zur Wirklichkeit. Berlin 1954
- Fortschrittliche Ideen in der Ästhetik Lessings. Deutsch von Walter Dietze. Progress Verlag, Düsseldorf 1957
- Was tun? Aus Erzählungen von neuen Menschen. 5. Aufl. Aufbau-Verlag, Berlin und Weimar 1979
- Prolog. Roman aus dem Anfang der sechziger Jahre. Deutsch von Irene Müller, 2. Aufl.   Aufbau-Verlag, Berlin und Weimar 1982